# HNK Rama
HNK Rama je hrvatski nogometni klub iz općine Prozor-Rama, BiH.

## Povijest
Klub je nastao 1994. godine spajanjem Makljena i Rumboka, dvaju prijeratnih klubova. Tijekom 1990-ih dvaput su igrali u Prvoj ligi Herceg-Bosne. U prvoj sezoni su nakon doigravanja osvojili 12. mjesto u konačnom poretku. U sezoni 1995./96. osvojili su šesto mjesto u južnoj skupini.
Rama je u sezonama 2011./12. i 2014./15. igrala i osvojila prvo mjesto u županijskoj ligi NS HNŽ. Od proljeća 2019. godine igrači i stručno osoblje imaju na raspolaganju nove klupske prostorije i svlačionice u novoizgrađenoj zgradi u sklopu Gradskog stadiona u Prozoru. U sezonu 2021./22. i 2022./23. Rama je bila osvajač Kupa HNŽ-a pobijedivši oba puta čitlučko Brotnjo.
Od mlađih uzrasnih kategorija Rama ima predpionire, pionire i kadete koji se natječu u županijskoj ligi.

## Pregled plasmana po sezonama
| Sezona    | Rang | Liga                  | Plasman | Izvori |
| --------- | ---- | --------------------- | ------- | ------ |
| 2016./17. | III. | Druga liga FBiH – Jug | 12.     | [ 6 ]  |
| 2017./18. | III. | Druga liga FBiH – Jug | 6.      | [ 7 ]  |
| 2018./19. | III. | Druga liga FBiH – Jug | 5.      | [ 8 ]  |
| 2019./20. | III. | Druga liga FBiH – Jug | 13.     | [ 9 ]  |
| 2020./21. | III. | Druga liga FBiH – Jug | 6.      | [ 10 ] |
| 2021./22. | III. | Druga liga FBiH – Jug | 4.      | [ 11 ] |
| 2022./23. | III. | Druga liga FBiH – Jug | 10.     | [ 12 ] |
| 2023./24. | III. | Druga liga FBiH – Jug | 11.     | [ 13 ] |
| 2024./25. | III. | Druga liga FBiH – Jug | –       |        |

## Poznati bivši igrači
- Dragan Kapčević
- Marijan Ćavar